# بطولة أندية اتحاد غرب آسيا لكرة القدم للسيدات
بطولة غرب آسيا لأندية السيدات هي مسابقة كرة قدم نسائية دولية. تضم فرق أندية من دول منتسبة لاتحاد غرب آسيا لاتحاد غرب آسيا. أقيمت المسابقة لأول مرة في عام 2019 وذلك بمشاركة خمسة فرق في ذلك الوقت. البطل الحالي هو الصفاء اللبناني بعد فوزه بنسخة 2022 .

## السجلات والإحصائيات

### المشاركات حسب النادي
| النادي       | الألقاب | الوصيف | الفوز |      |
| ------------ | ------- | ------ | ----- | ---- |
| شباب الأردن  | 1       | 0      | 2019  | —    |
| الصفاء       | 1       | 0      | 2022  | —    |
| نجوم الرياضة | 0       | 1      | —     | 2019 |
| الأرثوذكسي   | 0       | 1      | —     | 2022 |

### المشاركة حسب الدولة
| أمة    | الألقاب | الوصيف | المجموع |
| ------ | ------- | ------ | ------- |
| الأردن | 1       | 1      | 2       |
| لبنان  | 1       | 1      | 2       |

### الهدّافات في جميع البطولات
آخر تحديث 20 يوليو 2022.
|   | اللاعبة     | الدولة   | عدد الأهداف | النادي                                         |
| - | ----------- | -------- | ----------- | ---------------------------------------------- |
| 1 | أليس كوسي   | غانا     | 9           | شباب الأردن                                    |
| 2 | حصة العيسى  | البحرين  | 5           | نادي الرفاع                                    |
| 3 | رافينيا     | البرازيل | 4           | أبو ظبي                                        |
| 4 | يارا بو ردة | لبنان    | 3           | نادي نجوم الرياضة، نادي الصفاء الرياضي للسيدات |

## أنظر أيضاً
- ًكأس العالم للأندية FIFA للسيدات
  - بطولة الأندية الآسيوية لكرة القدم للسيدات
    - بطولة أندية اتحاد غرب آسيا لكرة القدم للسيدات

  - دوري أبطال إفريقيا للسيدات
  - كأس ليبرتادوريس فيمينينا
  - دوري أبطال أوروبا للسيدات
- المسابقات الدولية في كرة القدم النسائية